# 三宅敏郎
三宅 敏郎（みやけ としろう、-　）は、日本の建築家。日本電信電話公社で活動。武蔵工業大学教授を歴任。

## 代表作品
- 澤田美喜記念館
- 中国電電ビルデイング（1959、日本建築学会賞作品賞）
- 日本電信電話公社上祖師ケ谷社宅（1975）
- 北陸電気通信局ビルディング（1967）
- EXPO'70「電気通信館」

## 著書
- 建築ディテールの考え方：1963年、広瀬 鎌二と共著、彰国社
- 建築設計教室：小谷喬之助・寺田秀夫 他共編著　彰国社　1985年、臺北斯坦出版有限公司、1993